# Trang An
Trang An je název krasové oblasti v severním Vietnamu. Nachází se nedaleko města Hoa Lu, v deltě Rudé řeky přibližně 90 km od Hanoje. Z geomorfologického hlediska se jedná o krasovou krajinu v závěrečného fázi svého vývoje v tropickém vlhkém klimatu. Zahrnuje celou řadu krasových jevů – dominantní jsou věže a kužely typu mogot, dále různá údolí a terénní deprese, ve kterých se rozkládají mokřady propojené složitým systém podzemních vodních toků a jeskyní. Tato oblast, která vznikla interakcí několika hlavních regionálních tektonických procesů, je jedinečná tím, že byla v geologicky nedávné minulosti několikrát zaplavena a formována mořem, ale v současnosti je na souši. Působivé krajinné scenérie Trang Anu jsou vyhledávany turisty.
V roce 2014 bylo 62 km² této krajiny zapsáno na seznam světového dědictví UNESCO – a to jako tzv. smíšené dědictví zahrnující kulturní i přírodní aspekty. Průzkum jeskyní v různých výškách odhalil archeologické stopy lidské činnosti v nepřetržitém období více než 30 000 let. Ilustrují osídlení těchto hor sezónními lovci a sběrači a jak se přizpůsobili hlavním klimatickým a environmentálním změnám, zejména opakované inundaci krajiny mořem po poslední ledové době. Nachází se zde i Hoa Lư, starobylé hlavní město Vietnamu z 10. a 11. století.